# Архитектура Италии XVI века
Архитектура Италии XVI века — важный период развития ренессансной и постренессансной архитектуры Италии, включающий несколько качественно своеобразных этапов: архитектура Высокого Возрождения (1500—1520), кризис классицистической архитектуры в 1530-х годах и формирование архитектуры маньеризма и барокко во второй половине XVI века. Достижения итальянских архитекторов XVI века стали образцом для зодчих классицизма, барокко и неоклассицизма последующих веков.
Лучшие произведения возводили в это время в Риме и Ватикане благодаря меценатской деятельности выдающихся пап: Юлия II из семьи делла Ровере (1503—1513) и Льва X из семьи Медичи (1513—1521). Папа Юлий II, знаток и любитель античности, филолог и антикварий, сумел собрать в Риме лучших художников Высокого Возрождения: Донато Браманте, Леонардо да Винчи, Рафаэля Санти, Микеланджело Буонарроти и многих других. Кроме того, античность — величественные руины Древнего Рима — была у художников перед глазами; такая непосредственная близость классических образцов отсутствовала во Флоренции, на родине эпохи Возрождения. Именно в Риме в первую четверть XVI века создается «высокий» классический стиль, прежде всего в архитектуре, который и получил позднее соответствующее название: римский классицизм XVI века. Его характерные черты — монументальность, величественность, гармония пропорций, благородная сдержанность декора, свободное применение античного ордера и переосмысление ордерных построений в новой типологии архитектурных композиций.

## История

### Донато Браманте
Донато Браманте (1444—1514) занял главное место среди архитекторов папского Рима в самом начале XVI века. Он родился близ Урбино, первую часть жизни прожил в Милане, учился живописи у Андреа Мантеньи, Пьеро делла Франческа, фра Карневале. Как архитектор развивался под влиянием Лучано да Лаураны и Леона Баттисты Альберти. В Милане ему пришлось столкнуться с консервативными вкусами заказчиков, но он сумел соединить старые требования с новой палитрой итальянского зодчества. Примером ему послужило здание Оспедале Маджоре в Милане (проект Антонио Филарете, 1456).
Первая работа Браманте в Милане — перестройка начатой ещё в IX веке церкви Санта-Мария-прессо-Сан-Сатиро (с 1478 года). Места для алтарной апсиды из-за тесной застройки улицы было недостаточно, и Браманте придумал «перспективные хоры» — усиленно сходящаяся перспектива чередующихся пилястр с нишами и кессонов свода создавала иллюзию глубокого пространства. Фасад не был осуществлён, но сохранившийся проект предвосхищает многие дальнейшие решения. Архитектор перекрыл средокрестие большим куполом, а с восточной стороны пристроил небольшую капеллу Сан Сатиро (на месте старой часовни IX в.) крестового «четырёхлепесткового» плана с четырьмя малыми апсидами и октогональной башней. Внутри капелла украшена росписью и терракотовыми рельефами. Капелла, несмотря на небольшие размеры, производит необычайно гармоничное впечатление.
В Милане в то же время находился Леонардо да Винчи, чьи градостроительные и архитектурные идеи оказали влияние на творчество Браманте. Сохранились рисунки Леонардо миланского периода, изображающие центрические сооружения, храмы с четырьмя апсидами, абсолютно симметричные со всех точек зрения. В дальнейшем идея центрического сооружения, равноценно воспринимаемого со всех сторон, стала одной из главных тем в архитектуре римского классицизма. Браманте был верным продолжателем традиций ломбардской строительной школы. При перестройке миланской церкви Санта-Мария-делле-Грацие (1492—1497), сохранив базиликальный план, он пристроил массивную кубическую трибуну (основной объём средокрестия) с большими полукруглыми апсидами с трех сторон. Над трибуной он воздвиг тибуриум с характерной арочной ломбардской галереей и невысоким шатровым покрытием, скрывающим купол, видный только изнутри. Шатёр венчает трёхъярусная световая башня-фонарь. Чередование красного кирпича и белого камня, круглых и арочных окон, филенок, тяг и обрамлений придает огромному сооружению вид легкой и нарядной постройки.
В 1499 году Браманте переехал в Рим. Папа Александр VI назначил его главным архитектором Ватикана. Первым произведением Браманте в Риме стал небольшой круглый храм Темпьетто (1502) — воплощение идеи абсолютной симметрии и центрического плана. Идеи центрического купольного здания варьировались в работах многих мастеров в различных городах Италии (церковь Санта-Мария-делла-Консолационе близ г. Тоди, начатая Кола ди Маттеуччио да Капрарола, 1494—1518; церковь Сан Бьяджо в Монтепульчано, строилась с 1518 г. Антонио да Сангалло Старшим). По инициативе Папы Юлия II Браманте разработал проект огромного Ватиканского двора — Бельведера (Cortile del Belvedere, 1503), в композиции которого архитектор соединил темы античной загородной виллы, театра и форума, чем достиг впечатления истинно царского величия. В огромном прямоугольном дворе (310 Х 70 м) с тремя террасами должен был разместиться папский антиквариум — собрание античной скульптуры. С южной стороны двор замыкала величественная экседра (позднее перенесена в другой двор).
В 1508 году по инициативе Юлия II было начато строительство нового собора св. Петра. Создавая проект собора Св. Петра, Браманте утверждал, что стремился водрузить купол Пантеона (символа древнеримской классики) на своды Храма Мира (так называли в то время базилику Максенция-Константина на Римском Форуме). Проект ватиканского храма, разработанный Браманте, следовал центрическому типу крестово-купольных зданий. Очевидно, что архитектор пытался соединить византийский тип церкви с традициями романской архитектуры и создать тем самым некий «вселенский храм».
В оформлении дворика церкви Санта-Мария-делла-Паче Браманте повторил суперпозицию (последовательность ордеров) двора Палаццо Венеция (Л. Б. Альберти), в свою очередь восходящую к древнеримскому Колизею и театру Марцелла. Палаццо Канчеллерия в Риме построено между 1483 и 1513 годами. Предположительно в проектировании и возведении верхнего этажа участвовал Д. Браманте (строительство А. Бреньо). В композиции фасадов использованы характерные брамантовы окна. Фасады расчленены по горизонтали тягами на три яруса, а по вертикали — «перемежающимся шагом» удвоенных пилястр коринфского ордера на втором и третьем ярусах. Чередование плоских пилястр между арочными окнами выполнено по флорентийской концепции, сравнимой с Палаццо Ручеллаи зодчего Альберти. Примечательны идеальные пропорции и тонко рассчитанные отношения уменьшающихся снизу вверх окон, придающие зданию образ спокойного величия. Выдающимся произведением архитектуры римского классицизма является внутренний двор (кортиле) Палаццо Канчеллериа. Он оформлен А. Бреньо. Фасады разделены на три яруса, нижние два оформлены аркадами-лоджиями по флорентийской традиции, заложенной Ф. Брунеллески. Пропорционирование фасадов следует принципу параллельности диагоналей подобных прямоугольников, что также позволяет предположить использование Браманте и Бреньо архитектурной теории Альберти.

### Рафаэль Санти
В 1508 г. Браманте вызвал в Рим из Урбино своего родственника (возможно, племянника) Рафаэля Санти и представил его Папе в качестве кандидата для выполнения росписей Ватиканского дворца. После смерти Браманте в 1514 г. Рафаэль продолжал строительство собора Св. Петра, завершил Лоджии (впоследствии Лоджии Рафаэля) второго этажа Ватиканского дворца. Первая постройка Рафаэля-архитектора в Риме — церковь Сант-Элиджо-дельи-Орефичи (начата в 1509 году). В плане она представляет собой греческий крест, с лёгким полусферическим куполом. В церкви Санта-Мария-дель-Пополо он оформил капеллу Киджи, квадратную в плане с пилястрами коринфского ордера, нишами со статуями и парусами, поддерживающими световой барабан с куполом (1513—1516). По сторонам капеллы — два симметрично расположенных надгробия — саркофаги, увенчанные пирамидами. В нишах — четыре статуи (изваяны много позднее, после смерти архитектора и заказчика, Дж. Л. Бернини и Лоренцетто, одна из них по рисунку Рафаэля). Знаменитая лоджия Виллы Мадама (проект Рафаэля, заканчивали его ученики) открывается непосредственно в сад. Она украшена росписью — гротесками — аналогично росписям Лоджии Рафаэля в Ватикане.
В Палаццо Видони-Каффарелли (1515) Рафаэль развивал композиционные идеи, намеченные Браманте в палаццо Каприни. В Палаццо дель Аквила он разработал новый тип фасада: внизу — просторная ордерная аркада, вверху — целостная плоскость стены, украшенная декором и расчленённая богато обрамленными окнами бельэтажа с чередующимися нишами. Ещё один новый тип фасада создан Рафаэлем в Палаццо Пандольфини во Флоренции (построен по его рисункам Джан Франческо да Сангалло в 1515—1520 гг.: сдержанный фасад с богато обрамлёнными окнами, мощным карнизом и рустованными углами.
Продолжателями Браманте были Бальдассаре Перуцци, лучшие произведения которого — Вилла Фарнезина и Палаццо Массимо алле Колонне в Риме. Вилла Фарнезина (по имени позднейших владельцев — семьи Фарнезе) была построена в 1506—1510 гг. для сиенского банкира Агостино Киджи. Это была первая в Риме вилла облегчённого, «павильонного» типа, открытая в сторону сада и р. Тибр, без внутренних двориков и комнат для аудиенций. Призванная обмануть глаз (фр. trompe-l'œil) стенопись лоджий (в Италии этот жанр именовали квадратурой) принадлежит кисти Рафаэля, Джулио Романо, Себастьяно дель Пьомбо и иль Содомы. Антонио да Сангалло Младший — автор Палаццо Фарнезе в Риме в стиле флорентийского палаццо (строительство завершали Микеланджело и Дж. Виньола). После смерти Рафаэля в 1520 г. строительство собора Св. Петра возглавил Бальдассаре Перуцци. В 1538 г. его сменил Антонио да Сангалло Младший.

### Микеланджело Буонарроти
Микеланджело Буонарроти проявил себя в качестве архитектора, снискав славу выдающегося скульптора.
Его первый заказ от семьи Медичи — проект фасада для церкви Сан Лоренцо во Флоренции (ок. 1515). Фасад не осуществлён (сохранились две модели), а начатая в 1520 году новая сакристия (погребальная капелла Медичи), была закончена скромнее задуманного много лет спустя. Интерьер напоминает старую сакристию Брунеллески — ордерные элементы выделены тёмным известняком пьетра-серена на фоне белой штукатурки. Это создает траурное и величественное впечатление.
Интерьеры библиотеки Лауренциана, включая знаменитую лестницу вестибюля, также выполнены по проекту Микеланджело. Необычная композиция трёхмаршевой лестницы сложного профиля предвещает напряжение будущего стиля барокко.
В 1512 году были открыты для обозрения фрески в Сикстинской капелле, которые считаются вершиной творчества гениального Микеланджело. (1475—1564). Микеланджело был автором неосуществленного проекта надгробия Юлия II в главном нефе собора Сан-Пьетро. Ныне условный макет гробницы с частью подлинных скульптур экспонируется в церкви Сан-Пьетро-ин-Винколи. Микеланджело спроектировал оформление площади Капитолия (1536) — один из самых выдающихся ансамблей эпохи Возрождения. Микеланджело руководил работами по строительству собора Св. Петра. Он значительно изменил план, расширив подкупольное пространство за счет усиления пилонов средокрестия и выстроил новую апсиду, сложно профилированные карнизы и наличники окон также предвещают экспрессию барокко. По проекту Микеланджело после его смерти Джакомо делла Порта возвел купол над собором, придав ему вместо изначально запланированной полусферической формы новую, параболическую, чем усилил общую экспрессию силуэта.

### Маньеризм в архитектуре
С начала 1530-х гг. процесс художественного развития утратил целостность и единую направленность, которые были свойственны ему в первой трети XVI века. Этому способствовали трагические события истории Италии в конце 1520-х гг. Великая эпоха римского искусства закончилась неожиданно и трагично. В мае 1527 г. наёмники императора Священной Римской империи Карла V разграбили город. Рим подвергался разграблению и раньше, но такого разгрома ещё не было. Оно вошло в историю под названием Sacco di Roma (ит., «римский мешок»). Многие художники погибли, другие уехали. В дальнейшем искусство классицизма в Италии сменилось маньеризмом и барокко. Немногие представители старшего поколения зодчих (например, Перуцци и Антонио да Сангалло Младший), которые работали в Риме вместе с Браманте и Рафаэлем и возвратились в столицу после разграбления, пытались найти компромисс между классическими принципами и новыми требованиями.
Кризис сильнее всего выразился в Тоскане, в творчестве таких архитекторов, как Вазари и Амманнати — сблизив их творчество с кризисной эстетикой маньеризма. Микеланджело внес в архитектуру новый элемент напряжённой пластической выразительности, скрытой динамики и драматического столкновения внутренних сил. В городах Северной Италии (Венеции, Вероне, Виченце, Генуе) начали развиваться прогрессивные архитектурные тенденции. Такие мастера, как Санмикеле, Сансовино, Палладио и Алесси искали новые решения в области градостроительства и архитектуры.
Бальдассаре Перуцци, создавший виллу Фарнезина (1506—1510), особенно характерен в этом отношении. Его Палаццо Массимо алле Колонне (1532—1536) отличается композицией с великолепным внутренним двориком и необычно изогнутым фасадом: дворец вписывается в улицу, повторяя её изгиб (обусловленный ранее находившимся на этом месте Одеоном императора Домициана). Контраст руста и заглублённого портала с аритмичной колоннадой, необычными пропорциями оконных проёмов придаёт фасаду маньеристичный характер.
Антонио да Сангалло Младший возводил укрепления (в Анконе, Парме и других городах; крепость в Чивитавеккья, 1515). В Риме он построил банк Сан Спирито (1523—1524). Его срезанный угол с мотивом римской триумфальной арки — первый пример углового фасада. Важнейшее произведение этого периода — палаццо Фарнезе. С 1517 г. дворец перестраивали и расширяли по проекту Антонио да Сангалло Младшего, после смерти которого в 1546 г. строительство продолжал Микеланджело. Он усилил в фасаде скульптурность: добавил мощный портал с рустом, балкон, сильно выступающий карниз. Наличники окон с колонками и чередующимися лучковыми и треугольными фронтонами повторяют аналогичные элементы интерьера древнеримского Пантеона. Внутренний двор Микеланджело надстроил третьим ярусом, усилив его фасады раскрепованными пилястрами, что придало архитектуре качества forzato (напряжения), свойства барочности.